# Kang Youwei

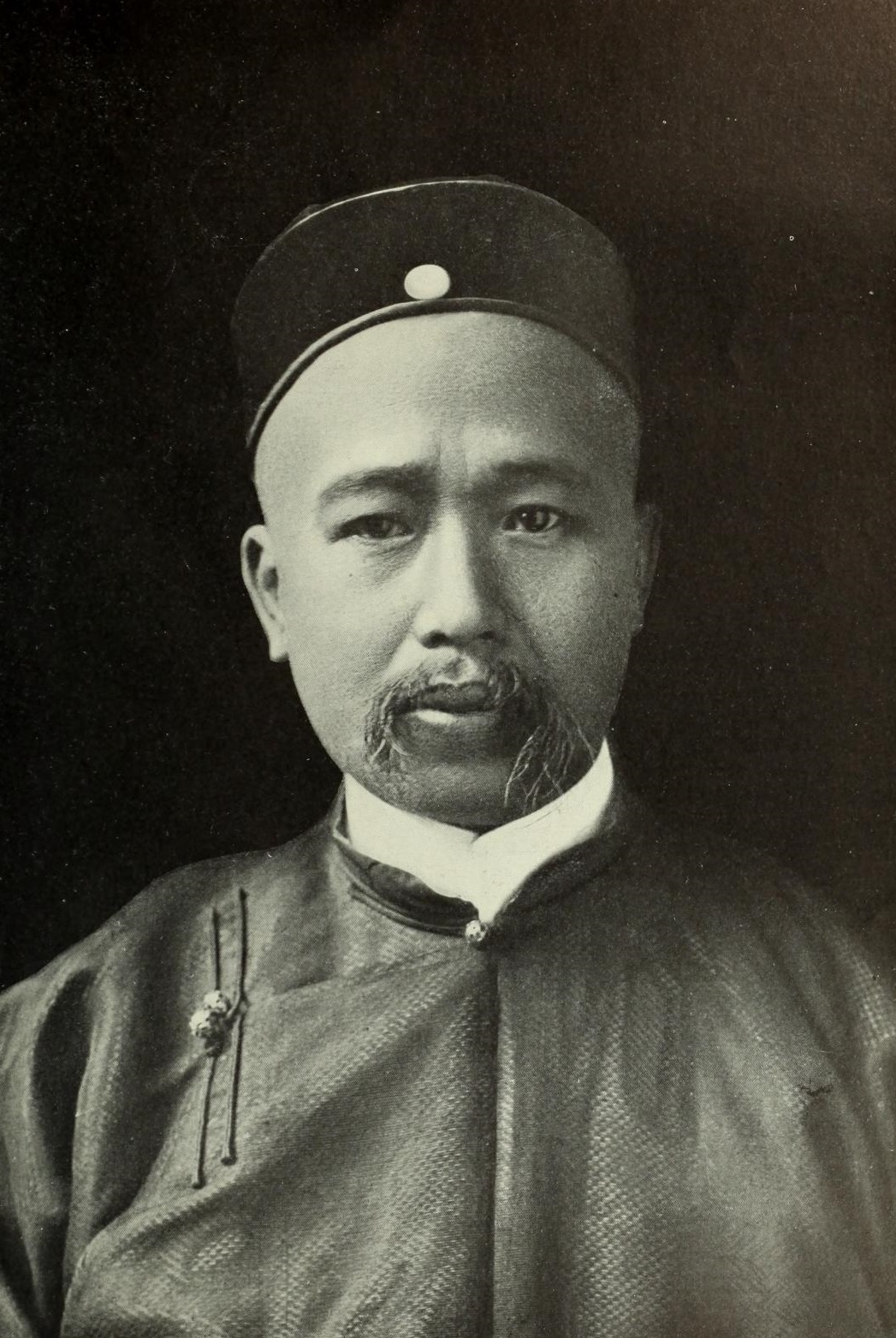
Kang Youwei

Kang Youwei (en xinès simplificat: 康有为; en xinès tradicional: 康有為; en pinyin: Kāngyǒuwéi), nascut Kang Zudai (康祖詒), nascut al districte de Nanhaiprop de Canton, província de Guandong el 19 de març de 1858 i mort, enverinat, el 31 de març de 1927, a la ciutat de Qingdao, província de Shandong quan tenia 69 anys.
Fou un intel·lectual, pensador, reformista i cal·lígraf que va viure durant els darrers anys de la dinastia Qing i els primers anys de la República. Partidari d'una monarquia constitucional, de la modernització de la Xina i un fervorós nacionalista que va revaloritzar el paper del confucianisme.
L'emperador Guangxu va intentar tot un seguit de canvis amb la denominada Reforma dels Cent Dies, que recollia moltes de les idees de Kang i que fou avortada per la reacció dels conservadors de la cort, amb el suport de l'emperadriu Cixi i la intervenció del militar Yuan Shikai; quan van veure que es posaven en perill la seva posició i privilegis. Per mor del risc de perdre la vida fugí al Japó amb el seu deixeble Liang Qichao. Més endavant viatjà al Regne Unit, Canadà, Índia i Indonesia. Encara que enemic de l'absolutisme, representat per Cixi, en ser partidari de la monarquia va tenir desavinences amb els republicans de Sun Yat-sen.que aconseguiran implantar la República. Tornà a la Xina el 1913. Però quan Puyi perd el tron, després d'un intent efímer de restaurar la monarquia, Kang Youwei es refugià a Xangai amb un reduït nombre de seguidors. L'ideal polític de Kang no es va dur mai a la pràctica. Va escriure un tractat filosòfic i utòpic El llibre de la Gran Unitat (大同書) on desenvolupà el principi del datong (nom en pinyin).

## Biografia

### Primers anys i educació
Kang va néixer el 19 de març de 1858 al poble de Su, ciutat de Danzao, comtat de Nanhai, província de Guangdong (ara districte de Nanhai de la ciutat de Foshan). Segons la seva autobiografia, els seus dots intel·lectuals van ser reconeguts en la seva infantesa pel seu oncle. Com a resultat, des de petit, va ser enviat per la seva família a estudiar els clàssics confucians per aprovar els exàmens de la funció pública xinesa. Tanmateix, quan era adolescent, no estava satisfet amb el sistema escolar de la seva època, especialment el seu èmfasi en la preparació dels assaigs de vuit potes, que eren exercicis literaris artificials requerits com a part dels exàmens.
Estudiar per als exàmens era una activitat extraordinàriament rigorosa, per la qual cosa es va dedicar a la meditació budista com a forma de relaxació, una activitat pausada poc habitual per a un erudit xinès de la seva època. Va ser durant una d'aquestes meditacions que va tenir una visió mística que es va convertir en el tema de les seves activitats intel·lectuals al llarg de la seva vida. Creient que era possible llegir tots els llibres i esdevenir un savi, es va embarcar en una recerca quasi messiànica per salvar la humanitat.
Kang va abocar per la fi de la propietat i la família en interès d'una utopia cosmopolita idealitzada i va citar Confuci com a exemple de reformador i no com a reaccionari, com van fer molts dels seus contemporanis. A la seva obra A Study of Confuci as a Reformer of Institutions, va discutir aquest darrer punt amb gran detall. Va argumentar, per reforçar les seves afirmacions, que les versions redescobertes dels clàssics confucians es van forjar, tal com va tractar amb detall a A Study of the Forged Classics of the Xin Period.
L'any 1879, Kang va viatjar a Hong Kong i es va quedar commocionat per la prosperitat que hi havia, i va començar el seu interès per la cultura i els pensaments occidentals. El 1882, Kang va anar a Pequín per fer l'examen imperial. Quan tornava a casa, va fer una parada a Xangai i hi va comprar molts llibres occidentals, i va començar a desenvolupar la seva ideologia a partir d'aquests escrits. Va ser influenciat pel cristianisme protestant en la seva recerca de reforma.

### Inicis polítics
El 1883, Kang va fundar la Societat Anti-Footbinding prop de Canton.
Kang Youwei va posar en marxa la Societat per a l'Estudi de l'Enfortiment Nacional (Qiangxue hui) a Pequín. És el primer grup polític establert pels reformistes a la Xina. A través d'ella, Kang es va familiaritzar amb el governador general Zhang Zhidong i va rebre el seu suport financer per inaugurar el document de la Societat per a l'Estudi de l'Enfortiment Nacional (Qiangxue bao) el gener de 1896. El mateix mes, la societat es va dissoldre i el diari va haver de deixar de publicar-se.
Kang creia en la monarquia constitucional  i volia remodelar el país com l'Era Meiji del Japó. Aquestes idees van enfadar els seus col·legues de la classe acadèmica que el consideraven un heretge.
El 1895, la Xina va ser derrotada pel Japó a la Primera Guerra sino-japonesa. En protesta contra el Tractat de Shimonoseki, Kang Youwei, Liang Qichao i més de 600 candidats a l'examen civil van signar una petició a l'emperador Guangxu, conegut per la història com el moviment Gongche Shangshu. Aquest moviment es pren com el signe de l'aparició dels reformistes i de l'inici dels moviments polítics de masses xinesos.

### Primeres reformes xineses
Kang i el seu destacat estudiant, Liang Qichao, van participar en una campanya per modernitzar la Xina que ara es coneix com la Reforma dels Cent Dies. Les reformes van introduir un canvi radical al govern xinès. L'emperadriu vídua Cixi va fer un cop d'estat que va posar fi a les reformes, va posar l'emperador Guangxu sota arrest domiciliari i va ordenar l'arrest i l'execució de Kang sobre la base que havia intentat assassinar-la. Kang va fugir del país, però també va organitzar la Societat Protect the Emperor que va promoure la causa de l'emperador Guangxu, principalment a les comunitats de la diàspora xinesa, i va defensar l'eliminació de Cixi. Kang va confiar en el seu principal conseller militar estatunidenc, el general Homer Lea, per dirigir la branca militar de la Societat Protect the Emperor. Kang va viatjar per tot el món per promocionar les seves idees. Va competir amb la Revive China Society i l'Aliança Revolucionària del líder revolucionari Sun Yat-sen per obtenir fons i seguidors entre els xinesos d'ultramar.

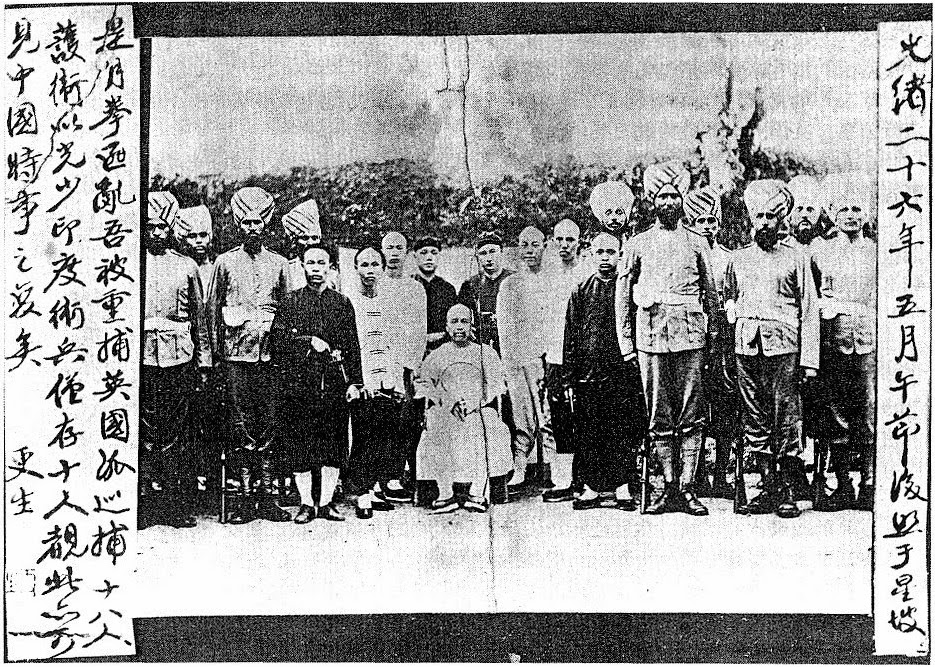
Kang Youwei fotografiat amb els seus guàrdies sikhs a Singapur

Kang va visitar l'Índia dues vegades, primer entre 1901 i 1903 i després de nou l'octubre de 1909, en part per estudiar l'Índia, que considerava comparable a la Xina. Tot i que la seva informació sobre la història de l'Índia es va derivar d'autors anglesos, va observar que la difícil situació de l'Índia com a país colonitzat es devia a la desunió entre les diferents regions de l'Índia.
La revolució de Xinhai va provocar l'abdicació de la dinastia Qing i l'establiment d'una república sota Sun Yat-sen el 1912. Kang es va oposar a la creació d'una república.  
Alguns van defensar que s'instal·lés un Han com a emperador: o el descendent de Confuci, que era el duc Yansheng, que Kang va avalar breument abans d'abandonar la idea i tornar a la idea d'un monarca Qing – o descendent de la família imperial de la dinastia Ming, el marquès de la Gràcia Estesa.

### Defensor de la monarquia constitucional
Kang va seguir sent un defensor de la monarquia constitucional i va llançar un cop d'estat fallit el 1917. El general Zhang Xun i els seus soldats van ocupar Pequín, declarant la restauració de l'emperador Pu Yi l'u de juliol.
L'incident va ser un error de càlcul important. La nació era altament antimonàrquica. Kang va sospitar del constitucionalisme poc sincer de Zhang i va témer que només estigués utilitzant la restauració per fer-se el poder darrere del tron. Va abandonar la seva missió i va fugir a la legació estatunidenca. El 12 de juliol, Duan Qirui va ocupar fàcilment la ciutat.
La reputació de Kang serveix com a baròmetre important per a les actituds polítiques del seu temps. En menys de vint anys, va passar de ser considerat un radical iconoclasta a un paria anacrònic.
El biògraf britànic xinès Jung Chang va fer crítiques desfavorables a Kang Youwei a causa del seu paper en la difusió de nombroses històries vilipendiants sobre l'emperadriu vídua. Entre aquestes històries, inclou l'acusació de Cixi d'assassinar l'emperadriu vídua Ci'an, conduir el seu mateix fill a la mort i apropiar-se massivament de fons navals. Chang va afirmar que Kang Youwei era un mestre propagandista que també tenia la intenció de fer-se emperador afirmant que era la reencarnació de Confuci, encara que més tard va abandonar aquest pla.

## Mort
Kang va morir a casa seva a la ciutat de Qingdao, Shandong el 1927. Tenia 69 anys.